# Верхняя Абхазия
Ве́рхняя Абха́зия (абх. Аҧсны хыхьтəи, груз. ზემო აფხაზეთი [земо апхазе́ти]) — официальное грузинское название верхней части Кодо́рского уще́лья, введённое указом президента Грузии Михаила Саакашвили от 28 сентября 2006 года.

## История
По решению Михаила Саакашвили, все иностранные дипломаты, которые участвовали в процессе грузино-абхазского урегулирования и посещали Тбилиси и Сухуми, должны были посещать и селение Чхалта, где временно располагалась администрация грузинской Абхазской Автономной Республики.
В августе 2008 года (в рамках войны в Грузии) территорию Кодорского ущелья завоевали российские и абхазские войска, а грузинское правительство Абхазии было вынуждено переместиться в Тбилиси. Над всей территорией Кодорского ущелья был установлен контроль органов власти самопровозглашённой Республики Абхазия.

## Галерея

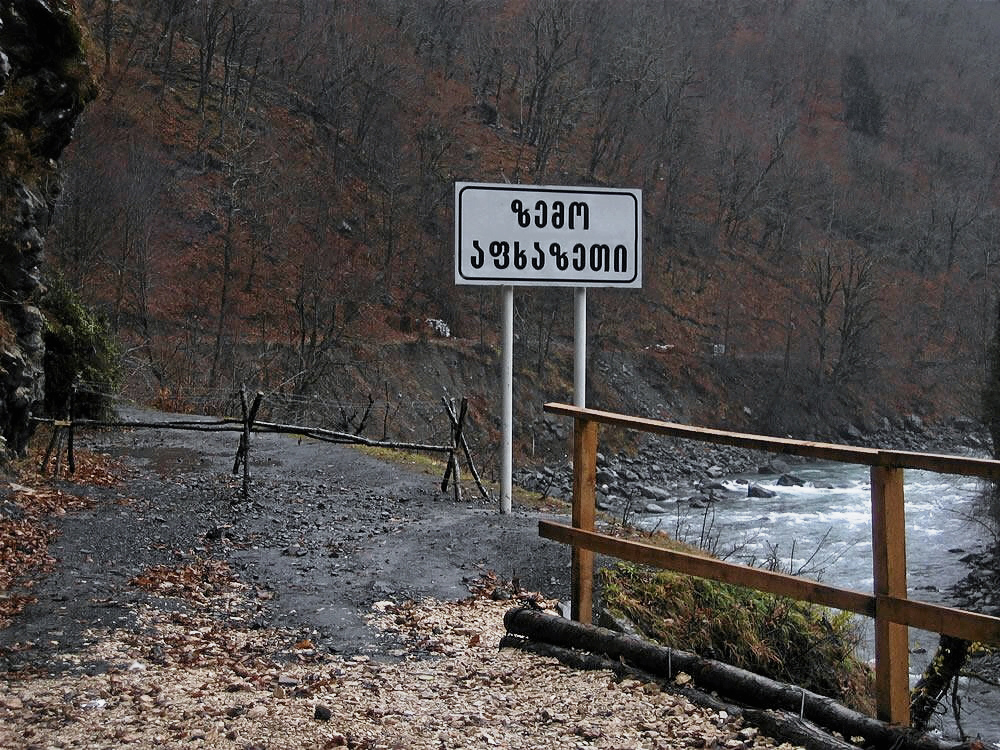
Дорожный указатель при въезде с надписью «Верхняя Абхазия».